# .sd
.sd (Sudão) é o código TLD (ccTLD) na Internet para o Sudão.